# Gournay-sur-Aronde
Gournay-sur-Aronde település Franciaországban, Oise megyében. Lakosainak száma 535 fő (2022. január 1.). Gournay-sur-Aronde Antheuil-Portes, Cuvilly, Hémévillers, Lataule, Monchy-Humières, Montmartin, Moyenneville, Neufvy-sur-Aronde és Ressons-sur-Matz községekkel határos.

## Népesség
A település népességének változása:
| Lakosok száma | 592  | 584  | 573  | 562  | 550  | 539  | 537  | 535  |
|               | 2013 | 2015 | 2017 | 2018 | 2019 | 2020 | 2021 | 2022 |